# Neosidama longipes
Genre
Espèce
Neosidama longipes, unique représentant du genre Neosidama, est une espèce d'opilions laniatores de la famille des Assamiidae.

## Distribution
Cette espèce est endémique de Tanzanie. Elle se rencontre dans la grotte Patawa Cave.

## Description
Le mâle holotype mesure 4 mm.

## Publication originale
- Roewer, 1915 : « 106 neue Opilioniden. » Archiv für Naturgeschichte, vol. 81, no 3, p. 1–152 (texte intégral).